# Riserva naturale Monte Rufeno
La riserva naturale Monte Rufeno è un'area naturale protetta situata nel comune di Acquapendente, in provincia di Viterbo. La riserva si estende per 2893 ettari in posizione nord-nordest nel territorio aquesiano. I centri abitati di Trevinano e Torre Alfina, molto vicini alla riserva, rappresentano ideali punti di partenza per escursioni e visite all'interno dell'area protetta.
Le emergenze naturalistiche e l'ambiente della riserva naturale sono stati descritti nelle schede che prendono in considerazione il territorio aquesiano nel suo complesso. Si tratta, comunque, di un bosco di querce con inframezzati piccoli appezzamenti a pino in cui il ridotto intervento antropico degli ultimi 30 anni ha permesso lo sviluppo di entità floristiche e faunistiche di notevole interesse.
L'interdizione del traffico veicolare a motore e l'amenità dei luoghi conferiscono un particolare fascino a questo ambiente adatto a passeggiate a piede, a cavallo o in bicicletta, lontano dai rumori e dalle confusioni della città.
Istituita nel 1983 dalla regione Lazio, la riserva naturale Monte Rufeno, gestita dal Comune di Acquapendente, fa parte del sistema dei parchi e delle riserve naturali della regione.
Gli scopi dell'area protetta sono quelli di conciliare lo sviluppo economico e la conseguente creazione di posti di lavoro con la protezione dell'ambiente costituendo un prototipo di sviluppo esportabile all'esterno. Inoltre l'istituzione della Riserva Naturale ha costituito per Acquapendente un'occasione di crescita culturale e sociale restituendo a questo paese il luogo di punto di riferimento per i centri vicini ed anche per realtà ben più importanti di quella aquesiana.
Tra le attività della riserva si segnalano la promozione del turismo naturalistico di tipo residenziale, l'agricoltura biologica, il servizio di antincendio boschivo, formazione all'educazione ambientale, la ricerca scientifica.

## Luoghi di interesse
- Il Museo del fiore
- Il Giardino botanico
- Il Bosco del Sasseto
- L'Oasi Astronomica
- Il casale Felceto

## Fauna
La fauna presente nel territorio della riserva è ricca di specie delle quali alcune anche piuttosto rare.
Sono frequenti soprattutto nei boschi, gli avvistamenti notturni, il ritrovamento degli aculei e delle tane dell'istrice (Hystrix cristata), un grosso roditore endemico dell'Italia centro-meridionale. È facile trovare segni della presenza del cinghiale (Sus scrofa) mentre è più raro imbattersi nel daino  (Dama dama) e nel capriolo (Capreolus capreolus), presenti nel territorio della riserva con pochi esemplari diffusi principalmente nella riserva naturale.
Si possono trovare tracce, escrementi e resti del pasto di alcuni predatori, molto schivi e con abitudini prettamente notturne, come la martora (Martes martes), la faina (Martes foina) e la puzzola (Mustela putorius). Tra i mammiferi onnivori si segnalano il tasso(Meles meles) e la volpe comune (Vulpes vulpes), quest'ultima diffusissima in tutti gli ambienti della penisola.
La frequente presenza di siepi e boschetti hanno permesso l'insediamento di una fauna ornitica abbondante e caratteristica comprendente, oltre a molti rapaci notturni e diurni diverse specie di cince (Parus sp.pl.), averle (Lanius sp.pl.) ed alcuni passeriformi. Tra i passeriformi del bosco è stata ritrovata la magnanina (Sylvia undata), un piccolo uccello insettivoro minacciato di estinzione nel Lazio.
Nei boschi di querce è possibile avvistare il colombaccio (Columba palumbus), stazionario e nidificante, che si muove preferibilmente in gruppo. Lungo le sponde di alcuni torrenti trova riparo il merlo acquaiolo (Cinclus cinclus) caratteristico di ambienti con acqua corrente ancora poco disturbati.
I rettili si possono trovare al sole, in estate o in tarda primavera, a regolare la temperatura del corpo, tra questi la "temuta" vipera comune (Vipera aspis), un predatore utilissimo nella limitazione dei roditori, quasi mai pericoloso per l'uomo al quale tenta soprattutto di sfuggire. Un simpatico incontro nelle vicinanze di una pozza d'acqua può essere quello con la testuggine d'acqua (Emys orbicularis), un piccolo rettile, poco comune in Italia, soprattutto per la scomparsa dei suoi ambienti di vita.

## Flora
Sono numerose le specie rare presenti nell'area, tra cui la crespolina etrusca (Santolina etrusca), il giglio rosso (Lilium bulbiferum ssp. croceum), il giglio martagone (Lilium martagon), il giaggiolo susinaro (Iris graminea), il melo (Malus florentina), alcuni narcisi (Narcissus poeticus e Narcissus tazetta), il frassinello (Dictmnus albus), il brugo (Calluna vulgaris), il farnetto (Quercus frainetto) e alcune specie di orchidee, come la Ophrys insectifera.

## SIC
Nel 2005 il Monte Rufeno è stato proposto come sito di interesse comunitario, insieme ad altri tre siti all'interno della riserva: il Bosco del Sasseto, il Fosso dell'Acqua Chiara e la Valle del Fossatello..